# La ragazza caduta dal cielo
La ragazza caduta dal cielo (Murder Being Once Done) è un romanzo poliziesco della scrittrice britannica Ruth Rendell, il settimo della serie dedicata all'Ispettore Wexford. Pubblicato nel 1972, in Italia è uscito nel 1988, nella Collana Il Giallo Mondadori, con il n. 2055.

## Trama
L'ispettore Wexford trascorre un periodo di riposo a Londra, in casa del nipote Howard, sovrintendente della polizia metropolitana. Deve curare i postumi di una trombosi all'occhio, ma le premure dei familiari finiscono per stancarlo. Un giorno, aprendo un giornale, scopre che suo nipote sta lavorando a un caso di assassinio: una ragazza sui vent'anni è stata strangolata in un cimitero. Il cadavere è identificato dalla portinaia dello stabile in cui abitava, ma all'anagrafe non risulta iscritta, almeno con il nome che usa: Loveday Morgan.
Wexford fa qualche indagine all'insaputa del nipote e questi, accortosi della cosa, invita lo zio a condividere il lavoro. Ciò scatena la rivalità dell'ispettore Baker, convinto che Wexford sia vecchio e malato. Invece le indagini condotte da Wexford sono molto puntuali, tuttavia si risolvono in una cantonata. Messo da parte, egli vuole togliersi la curiosità e scopre che Loveday è cresciuta in una famiglia appartenente alla setta dei Figli della Rivelazione, gruppo che impedisce l'uso di radio, televisione e giornali e costringe i suoi membri, specie le ragazze, a vivere isolate dal mondo. Loveday ha avuto un bambino illegittimo ed è stata cacciata di casa dal padre.
Intanto le indagini ufficiali, dopo aver tentato di incastrare Gregson, collega di lavoro di Loveday, sono giunte allo stesso punto. La ragazza ha ceduto la sua bambina in adozione, ma la vorrebbe riprendere e il padre adottivo, Sthephen Dearborn, le ha offerto del denaro, commettendo un grave errore: ignara di cose semplicissime, Loveday ha creduto che la cifra fosse un aiuto per lei e la bimba. Howard e Baker ritengono ovvia la colpevolezza di Dearborn (che avrebbe ucciso Loveday per timore di perdere la piccina), ma riescono solo a terrorizzare l'uomo che, vedendosi scoperto, tenta il suicidio.
Wexford ha scritto una relazione sullo svolgimento degli eventi secondo lui. Dearborn aveva accolto la bimba grazie a una sua domestica, Rebecca Foster, zia di Loveday, o meglio di Rachel Vickers. Rachel-Loveday era andata al cimitero di Kenbourne Vale per ritirare la somma, che però Dearborn alla fine le ha rifiutato. La ragazza quindi ha incontrato il convivente della portinaia, tale Johnny Lamont, al quale lei avrebbe voluto affidare la figlia e parte della somma, per occuparsene mentre andava al lavoro. Visto sfumare il colpo, Lamont ha perso la testa e ha strangolato Loveday con la sua stessa sciarpa. Al momento dell'arresto l'uomo non fa resistenza e confessa subito: disoccupato, voleva la cifra per la compagna e la loro figlioletta.

## Personaggi
- Reginald Wexford, ispettore capo della polizia di Kingsmarkham, è in vacanza a Londra ospite di un nipote.
- Dora, moglie di Wexford.
- Howard Fortune, nipote di Wexford (figlio di una sorella), è sovrintendente della polizia urbana, stazione di Kenbourn Vale.
- Denise, moglie di Howard.
- ispettore Baker (Michael), della polizia urbana, collaboratore di Howard.
- Sergente Clemens, sottoposto di Howard.
- Loveday Morgan, giovane di circa vent'anni; il vero nome è Rachel Vickers.
- Gregson, compagno di lavoro di Loveday.
- Peggy Pope, giovane, ha una bimba molto piccola; vive nella stessa casa di Loveday e fa la portinaia.
- Johnny Lamont, compagno di Peggy, disoccupato.
- Ivan Tell, altro abitante della casa, è brillante, colto e pulitissimo; sembra fuori posto nello squallore del complesso abitativo.
- Philip Chell, giovane compagno di Tell.
- Stephen Dearborn, presidente della Notbourne, società che investe per rimodernare il quartiere di Kenbourne Vale.
- Melanie, moglie di Dearborn. Rimasta vedova, dal suo primo matrimonio ha avuto la figlia Louise, che però non vive con la nuova famiglia.
- Signora Lyle, donna anziana e quasi cieca.
- Rebecca Foster, donna sulla cinquantina, lavora in un panificio.

## Opere derivate
Il romanzo è stato adattato per la serie televisiva Ruth Rendell Mysteries, quinta stagione, in tre episodi andati in onda dal 20 ottobre al 3 novembre 1991.

## Edizioni in italiano
- Ruth Rendell, La ragazza caduta dal cielo, Il Giallo Mondadori n. 2055, Milano 1988
- Id. Le ipotesi di Wexford, introduzione di Natalia Aspesi, Serie: Omnibus gialli, Mondadori, Milano 1992 (contiene: Quella buia notte di settembre; Caccia al kidnapper; La ragazza caduta dal cielo);